# PentraSorb
PentraSorb ist ein Medizinprodukt zur extrakorporalen Anwendung, welches in einem Verfahren, ähnlich einer Dialyse – genau genommen einer Apherese – vor allem dazu genutzt wird, das C-reaktive Protein (CRP) aus dem Blutplasma von Patienten zu filtern. Es handelt sich um ein zugelassenes Verfahren.  Es wurde von der brandenburgischen Firma Pentracor in Hennigsdorf bei Berlin produziert, nach deren Insolvenz von Pentracor Healthcare Technology GmbH in Kleinmachnow.

## Anwendungsbereiche
Ein erhöhter Wert des CRP im Blut steht im Verdacht, bei Herzinfarkten, Schlaganfällen, mittleren und schweren Verläufen von COVID-19 sowie chronisch-entzündlichen Darmerkrankungen wie Morbus Crohn oder Colitis ulcerosa und anderen entzündlichen Erkrankungen wie Rheuma für einen deutlich schwereren Schaden in den betroffenen Organen zu sorgen. Es laufen aktuell (Stand Juni 2020) Studien zu folgenden Indikationen:
- Akuter Myokardinfarkt
- Schlaganfall
- Morbus Crohn
- Pankreatitis
- Postoperatives SIRS
- Sepsis

Eine Studie an Herzinfarkt-Patienten wurde bereits abgeschlossen und ein weiterer Case-Report scheint die Wirksamkeit der Behandlung zu bestätigen.

## Funktionsweise
Bei dem PentraSorb CRP-Adsorber handelt es sich um ein mit einem CRP-bindenden Liganden befülltes Plastikgehäuse. Dieses wird an ein Gerät angeschlossen, welches in bestimmten Zyklen das Blutplasma durch den Adsorber pumpt. Im Adsorber sorgt der Ligand für eine Reduktion des CRP und soll somit beispielsweise die Entstehung von Narbengewebe nach einem Herzinfarkt hemmen. Die Behandlung muss im Falle eines akuten Herzinfarktes innerhalb von 48 Stunden nach Gefäßverschluss eingeleitet werden, da in diesem Zeitraum die Konzentration des C-reaktiven Proteins im Blut am höchsten ist.